# Bahnverwalterei
Die Bahnverwalterei war eine Verwaltungsform für Bahnstrecken in Sachsen. Ein sogenannter Bahnverwalter regelte bei untergeordneten Bahnstrecken, zumeist Schmalspurbahnen, zahlreiche wesentlichen Aufgaben vor Ort. Neben der Instandhaltung und Überwachung der gesamten Anlagen, unterstand auch das Personal der Bahnstrecke und der Betriebsdienst samt Fahrzeugeinsatz der Bahnverwalterei.
Im Normalfall übernahm eine Bahnverwalterei eine oder mehrere Strecken, einzige Ausnahme bildete die Schmalspurbahn Wilkau–Carlsfeld, wo von 1893 bis 1924 zwei Bahnverwaltereien bestanden.
Durch Rationalisierungen wurden bereits um die Jahrhundertwende die ersten Bahnverwaltereien abgeschafft, die letzten Bahnverwaltereien wurden nach der Gründung der DRG Ende der 1920er Jahre aufgelöst und deren vormalige Aufgaben an andere Verwaltungsträger übergeben.